# خیار مجلس
خیار در لغت به معنی اختیار است، در مصداق مورد بحث یعنی اختیار فسخ عقد بیع به نظر هریک تا مدت حضور درمجلس عقد، زمان و چگونگی تعریف حضور در مجلس عقد بنا به عرف و نظر قاضی می‌باشد 
خیار مجلس، بر اساس قانون مدنی ایران خیار فسخی است که بر اساس آن، هریک از طرفین عقد قرارداد، مادامی که مجلس قرارداد منعقد است و متفرق نشده‌اند، اختیار فسخ معامله یا قرارداد را دارند.خيار مجلس مختص عقد بيع است و در ساير عقود معين راه ندارد.

## اعمال خیار مجلس
قانون‌گذار در ماده ۳۹۷ قانون مدنی خیار مجلس را اینگونه ترسیم کرده است : "هر یک از متبایعین بعد از عقد فی‌المجلس و مادام که متفرق نشده‌اند
اختیار فسخ معامله را دارند."
ماده گویا آن است که بدون شک مادامی که طرفین در مجلس حاضر باشند، حتی در قسمی که گفتگوهایشان پایان یافته و ارتباط فکری آنان قطع شده باشد خیار مجلس همچنان برقرار است. اما با توجه به آنچه که لفظ مادام که متفرق نشده‌اند به ذهن متبادر می‌نماید تا هنگامی که طرفین، بحث درباره کیفیت عقد را ادامه دهند حتی آنکه که از مجلس خارج شده باشند هم خیار باقی می‌ماند. 

### مرگ یکی از طرفین
اگر یکی از دو طرف در مجلس عقد بمیرد وارث تنها در صورتی می‌تواند از خیار استفاده نماید که خود در مجلس حاضر بوده و پس از مرگ مورث به قائم مقامی او عقد را فسخ نماید. در غیر این صورت مرگ مورث باعث جدایی و افتراق است و وراث نمی‌توانند بعد از مرگ شخص در مجلس حضور یافته و از خیار مجلس استفاده کنند.

### اعمال در مواردی که وکیل عقد را منعقد نماید
در مواردی شخص به نمایندگی دیگری عقدی را منعقد می‌نماید و در این صورت سؤال مطرح می‌شود که چه کسی خیار مجلس را می‌تواند اعمال کند. در این مورد و با توجه به انواع حدود اختیارات وکیل می‌توان سه نوع نمایندگی را شناسایی کرد:
الف) در پاره‌ای موارد اختیار و اراده نماینده تاثیری در شکل‌گیری عقد ندارد مانند آنکه شخص دیگری را مامور نماید تا سندی را به جای او امضا نماید. در این صورت نماینده تنها جهت بیان اراده موکل است و نقشی جز یک واسطه ندارد پس در این موارد وکیل حق فسخ ندارد. اگر موکل در مجلس حاضر بود تنها او می‌تواند خیار را اعمال نماید و اگر تنها وکیل حاضر باشد مانند آن موردی است که عقد بین غایبین انجام شود. 
ب) گاهی اوقات وکیل نماینده واقعی شخص است و اراده او در انعقاد قرارداد تاثیر دارد اما مفاد وکالت چنان است که بلافاصله بعد از انعقاد عقد وکالت پایان می‌یابد، با توجه به این مساله به محض انعقاد عقد وکالت نماینده پایان یافته و او متفرق از مجلس محسوب می‌گردد. در این مورد نیز مانند مورد الف وکیل اختیاری ندارد و تنها در صورت حضور موکل در مجلس خود شخص موکل می‌تواند از خیار استفاده کند. مثال این مورد مانند آن است که شخصی به دیگری نمایندگی بدهد خودرویی را میان ۳۰ تا ۴۰ میلیون تومان برای او خریداری کند. اراده وکیل تنها در انتخاب یک خودرو از میان بسیار خودرو میان ۳۰ تا ۴۰ میلیون تومان است و به محض انتخاب خودرو و انعقاد قرار وکالت او تمام می‌شود. 
ج) آخرین مورد هنگامی است که نمایندگی مطلق است مانند نمایندگی ولی قهری نسبت به کودکی که سرپرست اوست. این نماینده اختیار دارد خیار را اجرایی کند زیرا عهده‌دار اداره اموال محسوب گشته و خود یکی از طرفین عقد محسوب می‌گردد. البته در این حالت نماینده حق موکل را از بین نمی‌برد و در صورت حضور موکلی که اهلیت اظهار نظر داشته باشد او نیز می‌تواند خیار را اجرایی نماید.  

### در عقودی که تلفنی یا با مکاتبه منعقد می‌گردد
در عقود مکاتبه‌ای چون دو طرف در مجلسی گرد نمی‌آیند شکی نیست که خیار مجلس ایجاد نمی‌گردد.
در عقود تلفنی اما پاره‌ای بر این نظر هستند که هرچند مجلسی تشکیل نمی‌شود اما ارتباط کلامی طرفین در حکم حضور در مجلس است زیرا ارتباط فکری و معنوی را منتج می‌شود، پس خیار مجلس تا مادامی که گفتگو طرفین قطع نشده باشد ادامه دارد.  گروه دیگر نیز بر این اعتقادند که در حقوق ما خیار مجلس امری است استثنایی و ویژه بیع که عقدی است لازم پس محدود ساختن خیار مجلس با اصل لزوم قراردادها سازگارتر است و این خیار را در عقود تلفنی نیز نباید جایز دانست. 

### در معامله با خود و بیع فضولی
در بیع فضولی مالک به شرط آنکه در مجلس حاضر باشد خیار مجلس را می‌تواند اعمال کند.
در مواردی که شخص جانشین دو طرف عقد است و با خود معامله می‌کند نظرات گوناگونی ارائه شده است.  اما به نظر می‌رسد که در این حالت خیار مجلس راه ندارد. زیرا فرض ما در مورد خیار مجلس آن است که دو شخص با اراده‌های جداگانه در محلی جمع شده‌اند تا درباره یک عقد بیع تصمیم بگیرند و مادامی که از یکدیگر جدا نشده‌اند و بحث ادامه دارد حق دارند عقد را فسخ کنند اما در موقعیتی که شخصی با خود معامله می‌کند غیر قابل تصور است که او را دارای دو اراده بدانیم.

## سقوط خیار مجلس
خیار مجلس به اراده کسی که به سود اوست ساقط می‌گردد چه آنکه صراحتا سقوط آن را اعلام کند و چه به صورت ضمنی. به صورت صریح مانند آنکه فروشنده در ثمن و مشتری در بیع تصرف کنند و به صورت ضمنی مثل آنکه خریدار خوراکی را که خریده شروع به خوردن نماید.